# Gunneraceae
Gunneraceae је фамилија дикотиледоних скривеносеменица. Статус фамилије постоји у већини класификационих система, али њен систематски положај варира. Обухвата само један род (Gunnera). 
Према систему APG II (2003) фамилија се може дефинисати тако, да обухвата и фамилију Myrothamnaceae, а припада реду Gunnerales.